# Шънджън
Шънджън (на китайски: 深圳; на пинин: Shēn zhèn) е град в Южен Китай в провинция Гуандун. Шънджън е с население от около 18 – 20 млн. жители (2018 г.) и площ от 2020 km². Намира се северно от Хонконг. Разполага с второто по натовареност пристанище за контейнеровози в Китай след Шанхай.

## Побратимени градове
- Пловдив, България[1]

## Известни личности
Родени в Шънджън
- Натан Лоу (р. 1993), политик